# Analia Bortz
Analia Bortz (1967) es doctora en medicina con estudios posdoctorales en bioética. Se convirtió en la primera mujer rabino latinoamericana cuando fue ordenada en Jerusalén en el Seminario Rabínico Latinoamericano en 1994. Es miembro rabínica sénior del Instituto Shalom Hartman. Bortz fue elegida como una de las 100 mujeres más influyentes internacionalmente por la BBC. La rabina Dr. Bortz figura entre los "15 rabinos estadounidenses de los que no ha oído hablar, pero que debería conocer". La rabina Dr. Bortz fue seleccionada como becaria de la AJWS Global Justice Fellow 2019-2020. Figura como Forward 50 2019, The Makers and the Shakers of America's Influential Leaders. Ella y su esposo, el rabino Mario Karpuj, fundaron Congregation Or Hadash en Sandy Springs, Georgia.

## Carrera
Bortz escribió para The Women's Torah Commentary y The Women's Haftarah Commentary: New Insights from Women Rabbis on the 54 Weekly Haftarah Portions, the 5 Megillot & Special Shabbatot (2008), editado por Elyse Goldstein . Es autora de La voz del silencio: el viaje de un rabino a un monasterio trapense y otra contemplación (2017), que trata sobre su retiro silencioso en el monasterio cristiano llamado Monasterio del Espíritu Santo. Fue allí, después de sufrir tensión en las cuerdas vocales y pólipos, cuando se le aconsejó que dejara de hablar durante bastante tiempo.  
Bortz se licenció en Medicina por la Universidad de Buenos Aires en 1990. Bortz es investigadora rabínica senior en el Instituto Shalom Hartman en Jerusalén, graduada en 2007. Bortz se graduó en 2017 y es facilitadora del Centro de Integridad Compasiva y Ética Secular de la Universidad de Life. En 2018, fue seleccionada como una de las BBC 100 Women, una lista de mujeres inspiradoras e influyentes de todo el mundo.
Activista contra el antisemitismo, Bortz ha hablado dos veces en la ONU (2015 y 2016).  
Bortz ayudó a crear los Comités de Bioética en Chile y Children's Healthcare de Atlanta. Bortz fundó "Hope for Seeds" para parejas que luchan contra la infertilidad y la esterilidad. 
Es miembro activo de JScreen que aboga por la investigación y la profilaxis de trastornos genéticos con mayor incidencia en la población judía Ashkenazi. Bortz es miembro del consejo de la Fundación Judía de Fertilidad de Atlanta. Ella es la cofundadora de "BaKeN (en el Nido):" בריאות-קהילה-נפש ", una iniciativa para crear un refuerzo positivo y afectivo para aquellos con enfermedades de salud mental y para los cuidadores que los apoyan, combatiendo la estigmatización social de las enfermedades mentales. 

## Puestos y reconocimientos
- Juez del Consejo Nacional de Libros Judíos (Premios Anuales del Libro Judío en la categoría de Historia y Sionismo).
- Miembro de la Junta Asesora Rabínica del Instituto Shalom Hartman en Jerusalén y América del Norte.
- Exmiembro de la Junta de la Región Sureste del FIDF
- Miembro de la Junta de la Región Sudeste de JNF.
- Alumna de la Coalición afroamericana-judía.
- Delegado de SERES (BIOTECH e Imaginación Ética) 2015, Emory University.
- Miembro de la facultad de la Escuela de Adultos Florence Melton, un proyecto de la Universidad Hebrea de Jerusalén.
- Miembro de la Junta del Movimiento Interreligioso de los Niños y la Junta del Consejo Nacional de AIPAC.
- Recibió un premio YWCA Women of Achievement en 2011 por su trabajo en infertilidad.
- Nominada como Héroe judío del año 2011–5772
- En la lista de los "15 rabinos americanos sobre los que no has oído hablar, pero deberías" realizada por la Tablet Magazine.
- Catalogada como Forward 50 2019, The Makers and the Shakers of America's Influential Leaders

## Publicaciones
- Theologia: Jutzpa?"[8]
- En la búsqueda Permanente de la Respuesta Divina (Permanent seekers of God's Answers: Struggles with Bioethical quests), Majshavot 2013
- Text Messages Parashat Nitzavim. Jewish Lights 2012
- The Voice of Silence, A Rabbi's Journey into a Trappist Monastery and Other Contemplations Westbow-Nelson Publishing 2017.
- Beware of the Tent Peg: Jael and the HErmeneutics of Subversion (Academia.edu)
- Levinas, Beyond Binary Categorization (Academia.edu)
- Deborah and Jael in Judges 4 & 5: And the Women Prevail (Academia.edu)
- Contextualizing the Book of Judges: History and Historiography through Male and Female lenses (Academia.edu)